# هنیده (یمن)
 هنیده  به عربی ( هَنیدَة ) روستایی است در عزلهٔ (البون الأعلی)، ناحیهٔ (أعلاف) از توابع استان ذَمار در کشور یمن در شبه جزیره عربستان است. 
جمعیت آن ۱۲۳ نفر (۷ خانوار) می‌باشد.
در این روستا آثار گوناگونی از دوران ملک سبا برجای مانده‌است.